# Thomas de Keyser

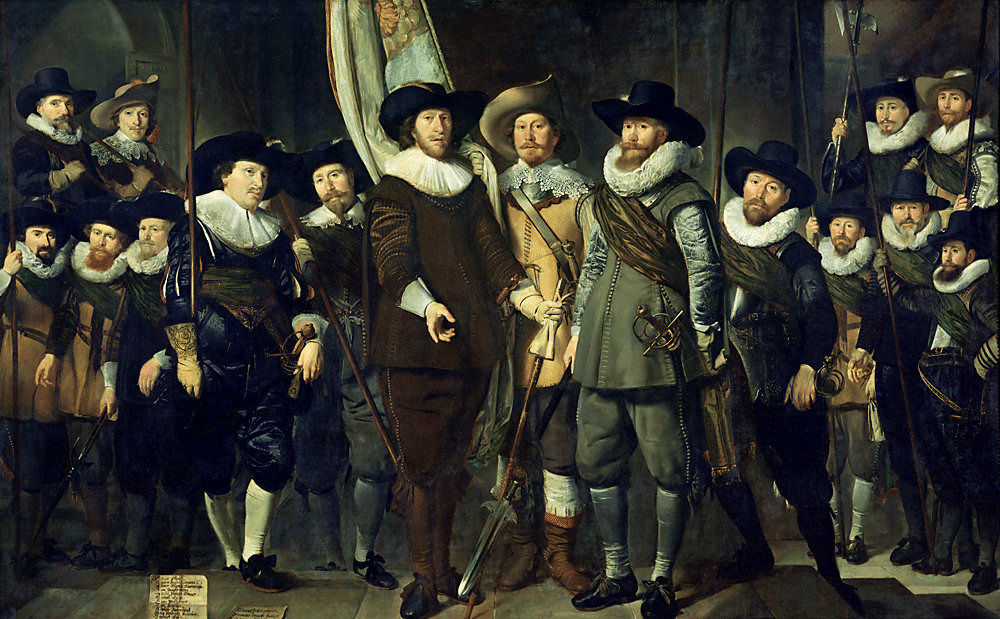
La compañía cívica del capitán Allaert Cloeck y el teniente Lucas Jacobsz. Rotgans, 1632, óleo sobre lienzo, 220 cm x 351 cm, Rijksmuseum, Ámsterdam.

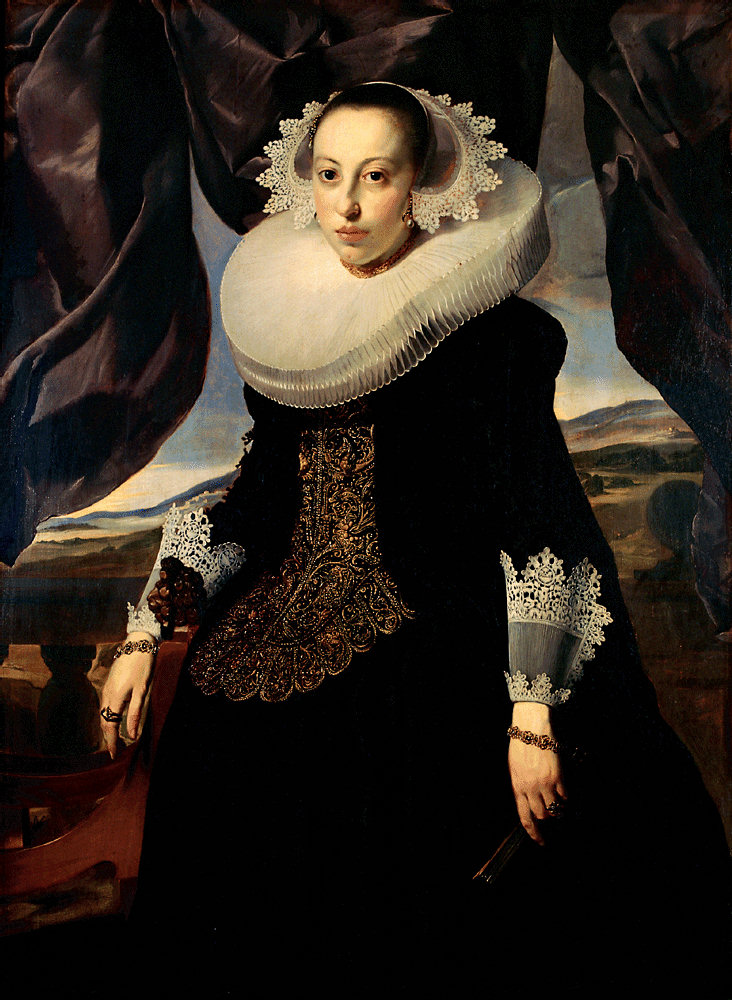
Retrato de mujer, óleo sobre madera, 137 cm x 108 cm, Museo Massey, Tarbes.

Thomas de Keyser (Ámsterdam, h. 1596/1597-Ámsterdam, 1667) fue un pintor y arquitecto neerlandés de la época barroca.

## Biografía
De Keyser era hijo del arquitecto y escultor Hendrik de Keyser. No se tiene un conocimiento seguro de su formación, sino algunos datos escasos del curso de su vida. 
Fue el retratista más demandado en los Países Bajos hasta los años 1630, pues al llegar Rembrandt a la ciudad en 1632, lo eclipsó en popularidad. En los años 1640 de Keyser recibió muy pocos encargos, y se vio obligado a buscar otras fuentes de ingresos. Era propietario de un negocio de piedras de basalto desde 1640 hasta 1654, cuando volvió a pintar.
De Keyser trabajó también como arquitecto. Desde 1662 hasta su muerte en 1667 supervisó la construcción del nuevo ayuntamiento de Ámsterdam, actualmente Palacio Real.

## Obra

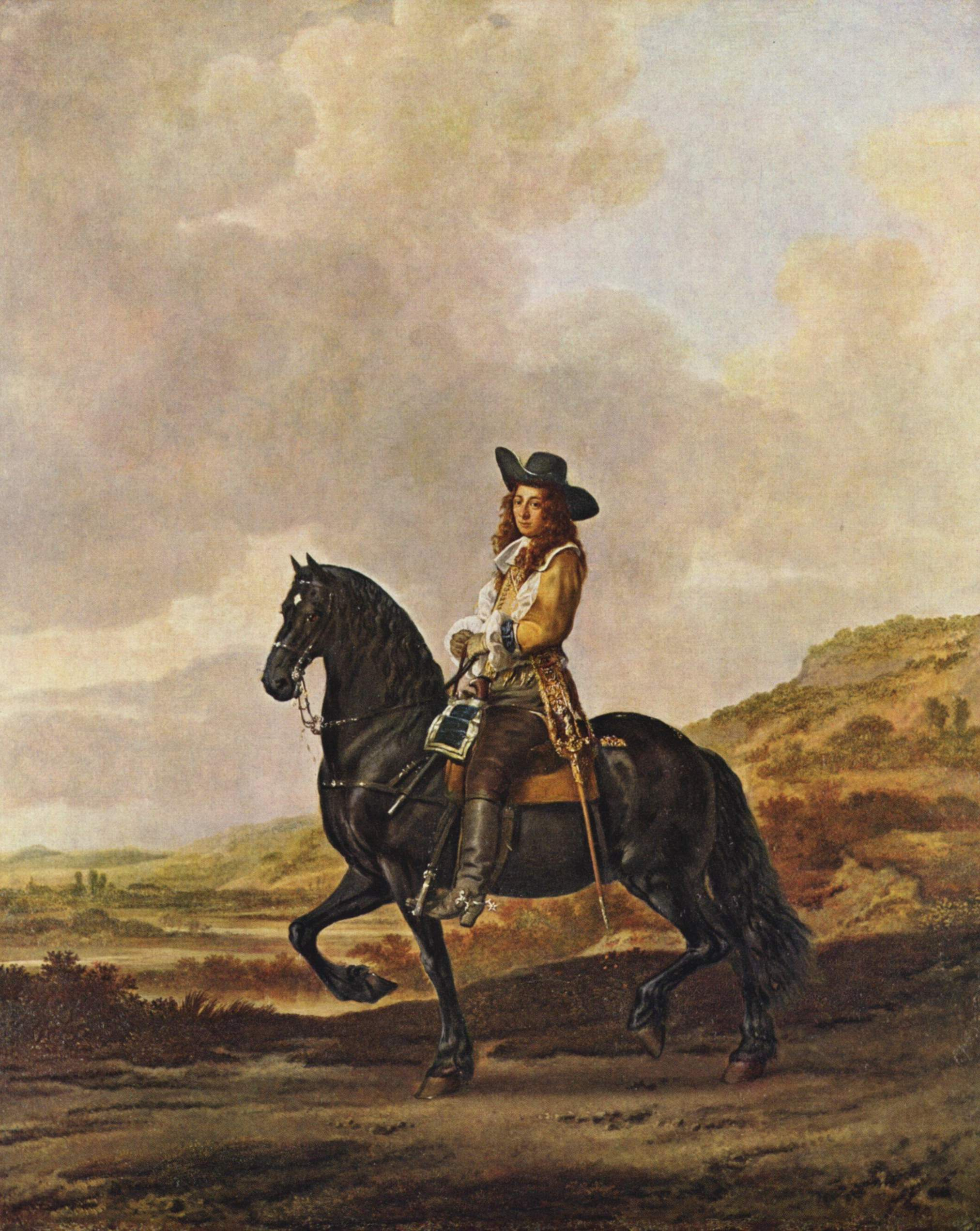
Retrato ecuestre de Pieter Schout, 1660, óleo sobre cobre, 86 × 70 cm, Rijksmuseum, Ámsterdam.

De Keyser se distinguió como retratista, especialmente en retratos de cuerpo entero de medio tamaño natural. Rembrandt fue influido por su obra, y muchos de los cuadros de Keyser se atribuyeron más tarde falsamente a Rembrandt. Sólo se le conoce un retrato ecuestre, el de Pieter Schout, pues este género tan cortesano no era muy cultivado en los Países Bajos.
Sus retratos están llenos de carácter y están magistralmente tratados, y a menudo se distinguen por un rico brillo dorado de color y claroscuro rembrandtesco. Algunos de sus retratos son a tamaño natural, pero el artista generalmente prefirió realizarlos en una escala considerablementde menor, como la famosa Cuatro burgomaestres de Ámsterdam reunidos para recibir a María de Médici en 1638, actualmente expuesto en el museo Mauritshuis de La Haya. Otro retrato colectivo de Keyser es La lección de anatomía del doctor Sebastiaen Egbertsz. de Vry, que se encuentra en el Rijksmuseum de Ámsterdam.
Además de los retratos, también ejecutó algunos cuadros históricos y mitológicos, tales como Teseo y Ariadna en el Ayuntamiento de Ámsterdam, actualmente en el Palacio Real. 
El Rijksmuseum de Ámsterdam tiene la más amplia colección de cuadros de De Keyser. Su obra puede verse igualmente en el Louvre de París, el Museo Metropolitano de Arte en Nueva York, el Hermitage en San Petersburgo y la National Gallery en Londres, entre otros.
El Museo Stedelijk de arte moderno en Ámsterdam tiene una estatua de De Keyser en su fachada. Una calle en Enschede lleva su nombre.
Un tocayo del pintor fue Thomas de Keyser (Utrecht, 1597-1651), un actor y sobrino de Hendrick de Keyser.